# 六フッ化ルテニウム
六フッ化ルテニウム または フッ化ルテニウム(VI) は化学式 RuF6 で表されるルテニウムとフッ素の化合物である。

## 合成
六フッ化ルテニウムは金属ルテニウムにフッ素/アルゴン混合気体を400〜450 ℃で直接作用させることで生成するが、収率は10%以下に留まる
{\displaystyle {\ce {Ru\ + 3F2 -> RuF6}}}

## 性質
六フッ化ルテニウムは暗褐色の結晶性固体で融点は54 ℃である 。−140 ℃では斜方晶をとり、空間群 Pnma に属する。格子定数は a = 9.313 Å, b = 8.484 Å, and c = 4.910 Åである。このとき密度は3.68 g·cm−3である。
六フッ化ルテニウム分子は八面体形で、点群 (Oh)に属する。ルテニウムとフッ素の結合長は1.818 Åである。

## 関連書籍
- Gmelins Handbuch der anorganischen Chemie, System Nr. 63, Ruthenium, Supplement, pp. 266–268.